# Catechumen
Catechumen – strzelanka pierwszoosobowa, której akcję osadzono w starożytnym Rzymie. Została zaprojektowana przez studio N’Lightning Software Development i wydana w 2000 roku. Catechumen jest jedną z najdroższych chrześcijańskich gier komputerowych. N’Lightning wydało blisko 830 000 dolarów na produkcję gry, jednak gra nie odniosła komercyjnego sukcesu, podobnie jak jej kontynuacja, Ominous Horizons, co doprowadziło do zamknięcia studia.
Jak twierdzi Ralph Bagley, założyciel studia N’Lightning, kłopoty ze zdobyciem finansowania dla Catechumen miały być wynikiem masakry w Columbine High School, która miała miejsce w kwietniu 1999 roku. Dwójka sprawców miała być fanami brutalnych gier, przez co stworzenie mniej brutalnej gry miało być argumentem dla sfinansowania produkcji.

## Fabuła
Gra rozpoczyna się klipem wideo ukazującą iż mentor gracza oraz jego bracia zostali porwani przez rzymskich żołnierzy opętanych przez demony a następnie uwięzieni w katakumbach. Zadaniem gracza jest zmierzyć się z katakumbami celem uwolnienia więźniów. Z pomocą różnych aniołów, gracz uwalnia kolejne osoby, by na końcu gry zmierzyć się z Lucyferem, a następnie uciec z podziemi.

## Rozgrywka
Catechumen jest grą należącą do gatunku strzelanek pierwszoosobowych. Gracz przemierza 18 różnych poziomów. Pierwszy poziom odbywa się w Rzymie oraz rzymskim Koloseum. Kierując swoją postacią, gracz musi schodzić w coraz głębsze poziomy katakumb, by w końcu dotrzeć do piekła. W trakcie rozgrywki postać otrzymuje od Aniołów coraz silniejsze bronie, którymi są miotające energią miecze, których działanie przypomina broń laserową.
Przeciwnicy stają się coraz silniejsi wraz z postępami postaci. Początkowi opętani żołnierze, z czasem ustępują miejsca prawdziwym demonom. W grze zaimplementowano też trzech bossów: Minotaura, parę Lewiatanów oraz Lucyfera we własnej osobie. Walka z rzymskimi żołnierzami jest nietypowa, gdyż gracz nie może ich zabić. Ich formą „śmierci” jest uklęknięcie do modlitwy.
W grze istnieje sekretny poziom "Hall of Fame" który jest możliwy do odblokowania poprzez przejście gry na najwyższym poziomie trudności.

## Odbiór
Catechumen spotkał się z mieszanymi reakcjami krytyków. Według agregatora GameRankings średnia ocen z recenzji wynosi 53%. Michael Ballmann z serwisu Movieguide stwierdził, że Catechumen jest najlepszą grą chrześcijańską w jaką grał. Z drugiej strony recenzent Johnny Liu z serwisu Game Revolution przyznał grze ocenę D-, krytykując nieciekawą, nużącą rozgrywkę.